# سينا عشوري
سينا عشوري (بالفارسية: سینا عشوری)، من مواليد 16 سبتمبر 1988، هو لاعب كرة قدم إيراني سابق، لعب بمركز خط الوسط، بدأ مسيرته مع نادي ذوب آهن أصفهان سنة 2006، واعتزل كرة القدم نهائياً سنة 2016، وسبق أنه مثل منتخب إيران تحت 23 سنة، حيث لعب 4 مباريات.